# Хватање (амерички фудбал)
Хватање (енгл. Reception), је део офанзивне акције у америчком фудбалу. Представља чин хватања лопте након паса (додавања) иза линије скримиџа, који се даље наставља трчањем за тачдаун или обарањем од стране одбрамбених играча противничког тима.